# Gerd Albers

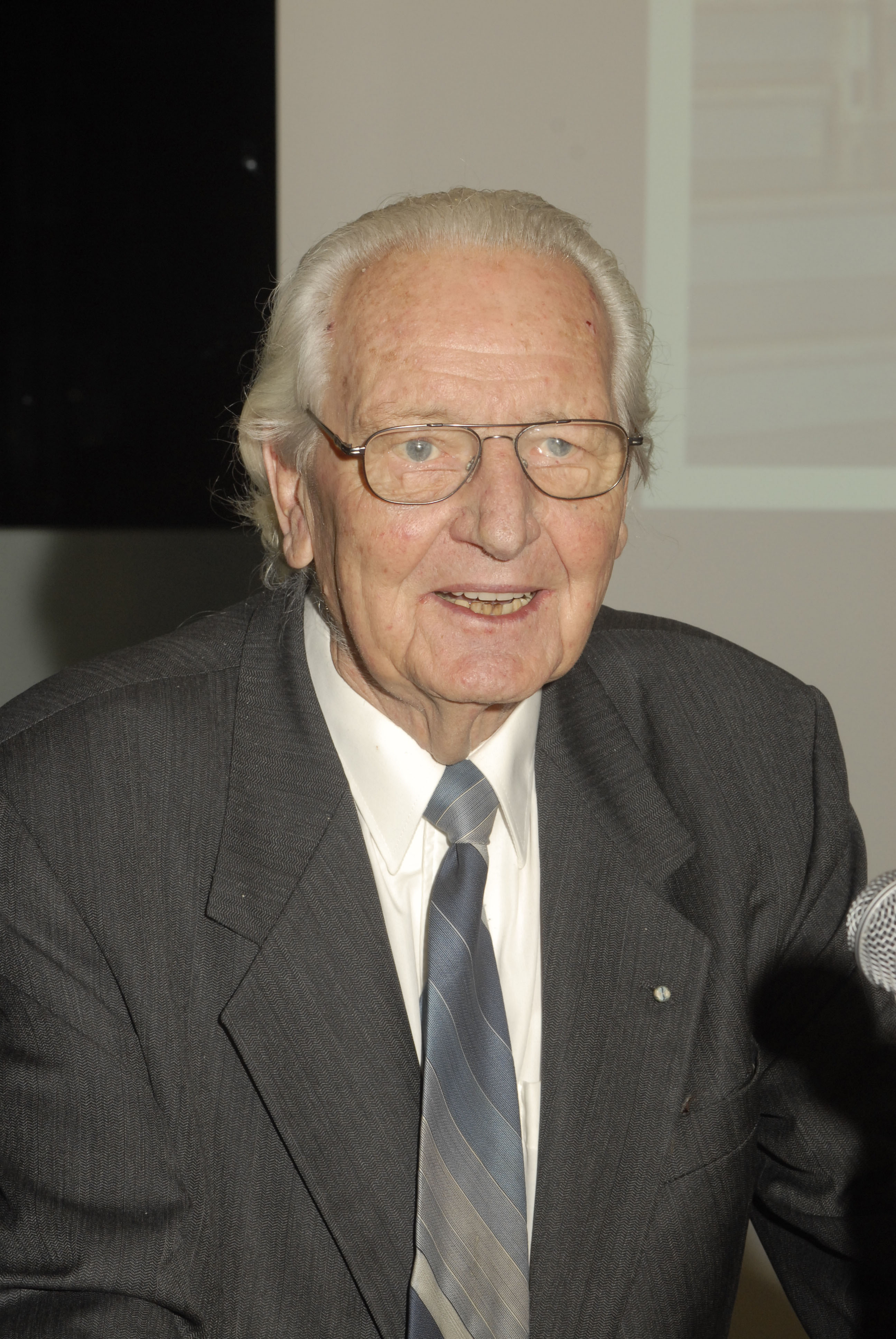
Gerd Albers (2009)

Gerd Albers (* 20. September 1919 in Hamburg; † 31. Januar 2015) war ein deutscher Architekt, Stadtplaner und Hochschullehrer. Er lehrte an der Technischen Hochschule München und war zeitweilig auch Rektor dieser Hochschule.

## Leben
Albers besuchte das Johanneum in Hamburg. Angeregt durch Gustaf Gründgens war sein erster Berufswunsch der eines Bühnenbildners. Während des Zweiten Weltkriegs diente er zuletzt als Kapitänleutnant zur See. Nach dem Krieg studierte er Architektur an der Technischen Hochschule Hannover sowie am Illinois Institute of Technology in Chicago bei Ludwig Mies van der Rohe und Ludwig Hilberseimer. In Chicago erwarb er den Master of Science and City Planning und so seinen Einstieg in den Städtebau. In Hannover wurde er danach Diplom-Ingenieur und er promovierte zum Dr.-Ing.
1954 arbeitete er in Trier. 1959 wurde er als Oberbaudirektor Chef der Bauverwaltung in Darmstadt. Schon 1961 erhielt er den Ruf auf den von Theodor Fischer gegründeten Lehrstuhl für Städtebau und Regionalplanung an der Technischen Hochschule München. Von 1965 bis 1968 war er außerdem Rektor der Hochschule. 1987 wurde er emeritiert. Er lebte zuletzt in Unterpfaffenhofen. 
1964 gründete er zusammen mit Ulrich Conrads, Kurt Eggeling, Klaus-Jakob Thiele und Klaus Winter die Stadtbauwelt als Vierteljahresschrift für Architekten, Stadtplaner und Städtebauer.
Albers war Präsident der Deutschen Akademie für Städtebau und Landesplanung und 1974 bis 1983 Präsident der Bayerischen Akademie der Schönen Künste.
Albers formulierte einmal, dass „die meisten Städte bereits vorhanden sind, nur sind sie nicht statisch und unverändert vorhanden, sondern verändern sich. Die  Planung versucht bei den bestehenden Städten die Veränderungen verträglich zu gestalten, Reibungen möglichst zu vermeiden und Interessenkollisionen zwischen dem Naturschutz, dem Verkehr und der Wohnqualität abzufangen.“
Er galt, wie der Bund Deutscher Architekten in Bayern 2015 schrieb, als „der Doyen des Städtebaus“.
Gerd Albers fand in der Familiengrabstätte auf dem Friedhof Ohlsdorf seine letzte Ruhe. Sie liegt in der Nähe von Kapelle 4 im Planquadrat D 13.

## Ehrungen und Auszeichnungen
- Bayerischer Verdienstorden (1969)
- Fritz-Schumacher-Preis des Senats der Freien und Hansestadt Hamburg (1973)
- Cornelius-Gurlitt-Denkmünze mit der Würde eines Ehrendoktors der Universität Karlsruhe (1978)
- Camillo-Sitte-Preis des Camillo Sitte Fonds der Technischen Universität Wien (1985)
- Verdienstkreuz 1. Klasse des Verdienstordens der Bundesrepublik Deutschland (1997)
- Leo-von-Klenze-Medaille (1998)
- Ehrendoktorwürde der Technischen Universität Dortmund, Fakultät Raumplanung
- Ehrendoktorwürde der HafenCity Universität Hamburg (2010)[3]

## Werke, Aufsätze
- Was wird aus der Stadt? Aktuelle Fragen der Stadtplanung. Piper, München 1972, ISBN 9783492003278.
- Technik und Gestaltung im Städtebau. In: Deutsches Museum – Abhandlungen und Berichte, 42. Jhrg., Heft 3, Oldenbourg-Verlag, München 1974.
- Erneuern, Bewahren, Verändern: Alternavive für die Umwelt. Callwey, München 1975, ISBN 9783766703590.
- Entwicklungslinien im Städtebau. Ideen, Thesen, Aussagen 1875–1945. In: Bauweltfundamente Nr. 46, Düsseldorf 1975.
- Stadtplanung und historisches Erbe. In: Trier – 2000 Jahre Stadtentwicklung. Trier 1984, Selbstverlag des Baudezernates der Stadt Trier
- Stadtplanung. Eine praxisorientierte Einführung. Primus Verlag, Darmstadt 1996, ISBN 978-3-89678-002-7.
- Zur Entwicklung der Stadtplanung in Europa. Bauwelt Fundamente Nr. 117, Basel 1997, ISBN 978-3-0356-0256-2.
- Stadtplanung. Eine illustrierte Einführung. Primus Verlag, Darmstadt 2007, ISBN 3896786210.